# Ivànovka (Békovo)
Ivànovka - Ивановка (rus) és un poble de l'óblast de Penza, a Rússia, pertany al districte rural de Békovo. El 2010 tenia 346 habitants.